# Prognathodes

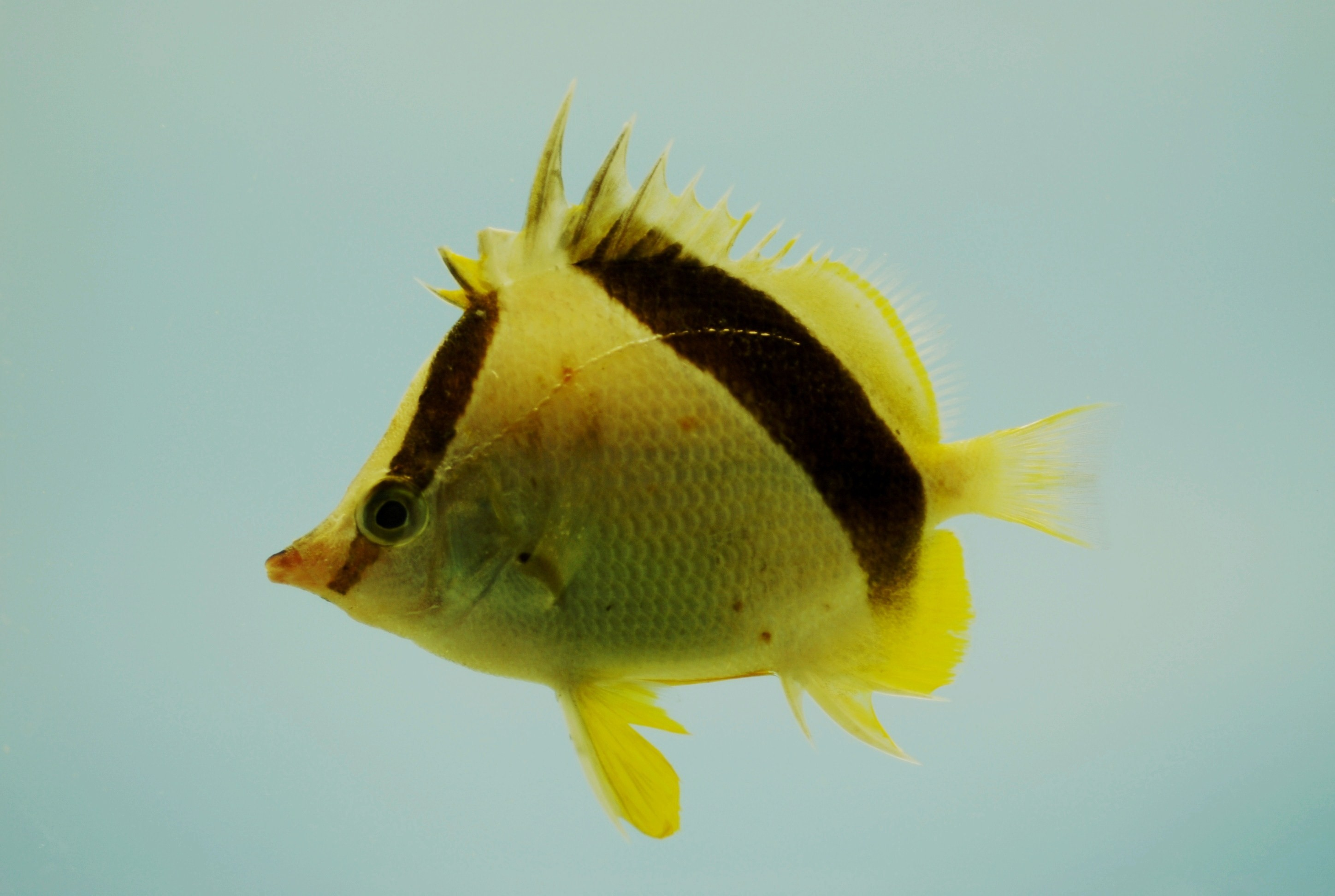
Prognathodes aya

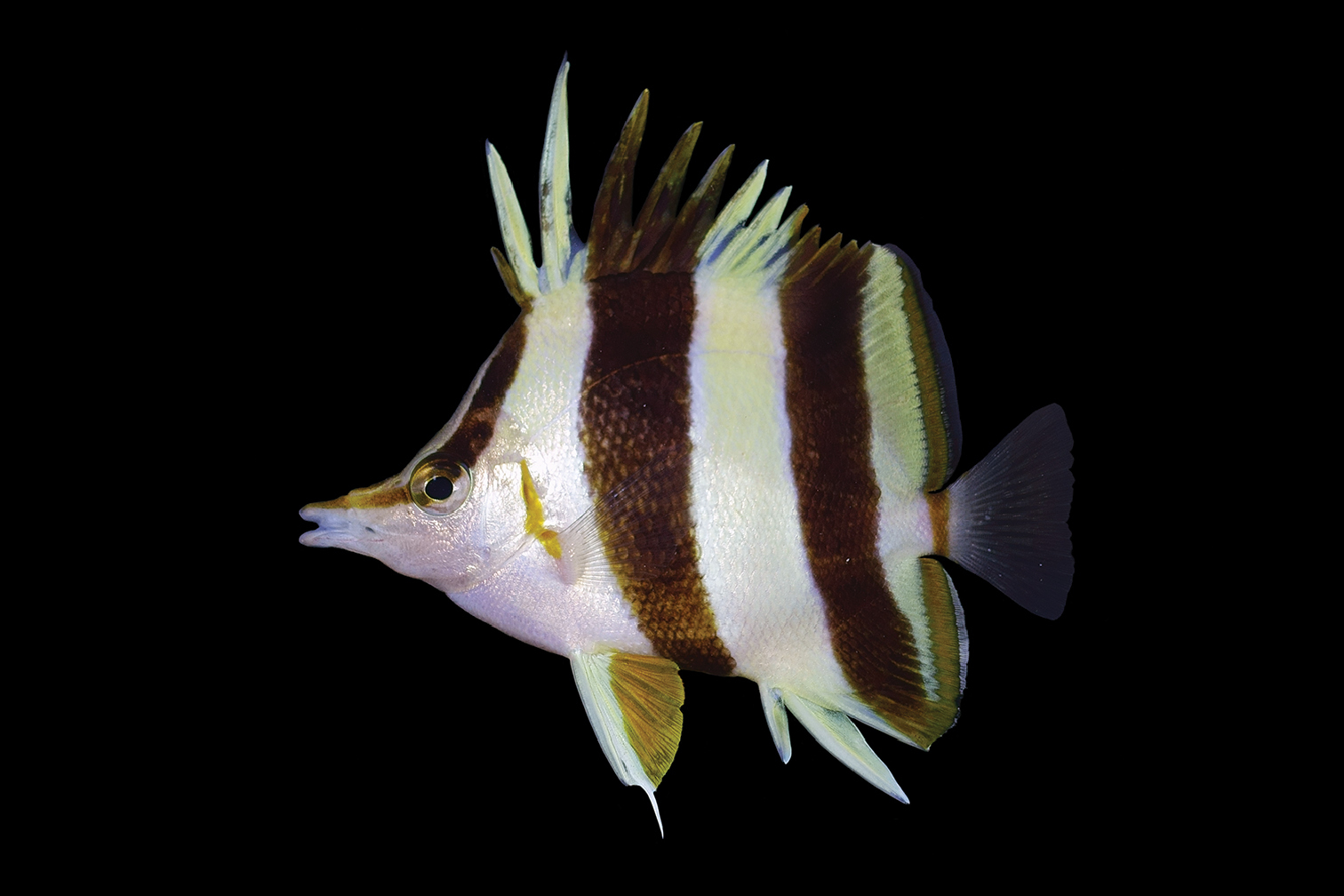
Prognathodes basabei

Prognathodes ist eine 13 Arten umfassende Gattung der Falterfische (Chaetodontidae). Sie leben im tropischen und subtropischen Atlantik, Pazifik und Indik, einige Arten endemisch in einem sehr eng begrenzten Verbreitungsgebiet, z. B. Prognathodes dichrous bei St. Helena und Ascension oder Prognathodes obliquus bei den Sankt-Peter-und-Sankt-Pauls-Felsen.

## Merkmale
Prognathodes-Arten werden 10 bis 16 Zentimeter lang, sind hochrückig und meist silbrigweiß mit gelben und dunkelbraunen oder schwarzen Markierungen. Zwei Arten, Prognathodes dichrous und Prognathodes obliquus sind überwiegend dunkelbraun gefärbt, mit weißem Schwanz und Rückenflosse. Die Rückenflosse der Prognathodes-Arten ist sehr hoch und wird von ungewöhnlich starken Flossenstacheln gestützt. Die Schnauze ist im Allgemeinen länger als die der Gattung Chaetodon.

## Systematik
Prognathodes ist die Schwestergruppe von Chaetodon und wurde Chaetodon früher als Untergattung zugeordnet.

## Lebensweise
Da sie oft in Tiefen unterhalb von 100 Metern leben ist wenig von ihnen bekannt. Sie ernähren sich von Zooplankton.

## Arten

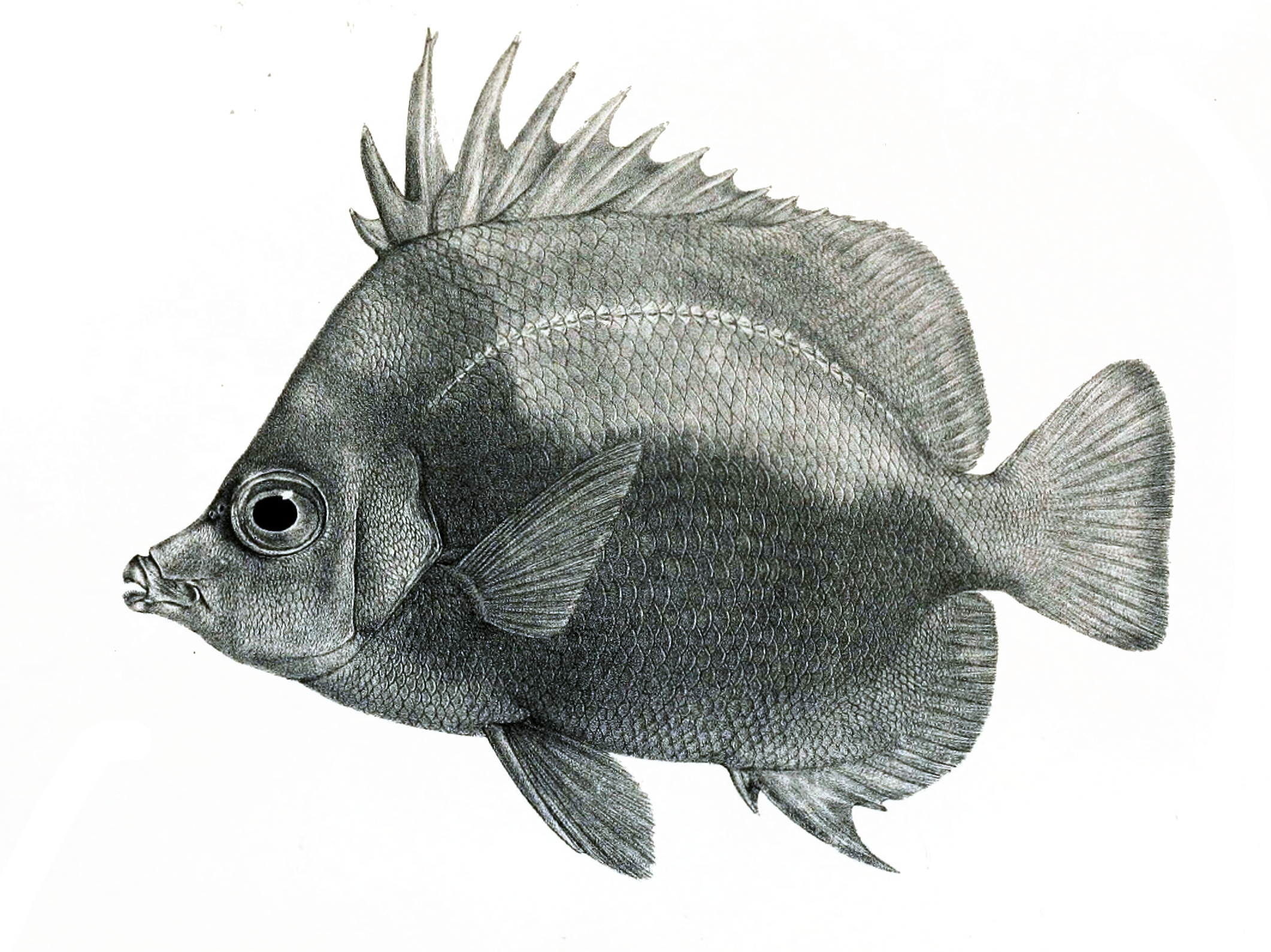
Prognathodes dichrous

- Karibik-Pinzettfisch, Prognathodes aculeatus (Poey, 1860)
- Florida-Pinzettfisch, Prognathodes aya (Jordan, 1886)
- Hawaii-Pinzettfisch, Prognathodes basabei Pyle, Kosaki, 2016
- Brasilien-Pinzettfisch, Prognathodes brasiliensis Burgess, 2001
- Prognathodes carlhubbsi Nalbant, 1995
- St. Helena-Pinzettfisch, Prognathodes dichrous (Günther, 1869)
- Galapagos-Pinzettfisch, Prognathodes falcifer (Hubbs & Rechnitzer, 1958)
- Prognathodes geminus Copus, Pyle, Greene & Randall, 2019
- Reunion-Pinzettfisch, Prognathodes guezei (Maugé & Bauchot, 1976)
- Guayana-Pinzettfisch, Prognathodes guyanensis (Durand, 1960)
- Prognathodes guyotensis (Yamamoto & Tameka, 1982)
- Prognathodes marcellae (Poll, 1950)
- St. Paul-Pinzettfisch, Prognathodes obliquus (Lubbock & Edwards, 1980)